# Club Atlético Chacarita Juniors
Maillots
Le Club Atlético Chacarita Juniors est un club argentin de football basé près de Buenos Aires. Son stade est localisé à San Martín, banlieue de Buenos Aires. 

## Histoire
À l'origine du CA Chacarita Juniors se trouve une bande de copains du quartier du même nom. Les principales figures qui marquent la création du club sont les frères Lema, dont Maximino qui devient le premier président de l’histoire du club, mais aussi Aristides Ronchieri, les frères Ducasse, Antonio Fernández, Alfredo Palacios ou encore Miguel Pereyra. C’est dans les locaux du Centre Socialiste de la 17e section dite de Dorrego y Gribone, à la frontière du quartier de la Villa Crespo, que le club a vu le jour.
Si le tout premier maillot de l'équipe est bleu ciel avec les poignets et le col blanc,  le CA Chacarita va très vite adopter ses couleurs emblématiques et son maillot rouge rayé de noir avec des liserés blancs. Le rouge en référence au socialisme, le noir serait du fait de la proximité du siège du club avec le grand cimetière, et le blanc symboliserait la pureté de la jeunesse des membres du club.

## Anciens joueurs
- Hugo Bargas
- Ángel Marcos
- Raoul Noguès
- Jorge Trezeguet